# Atayef

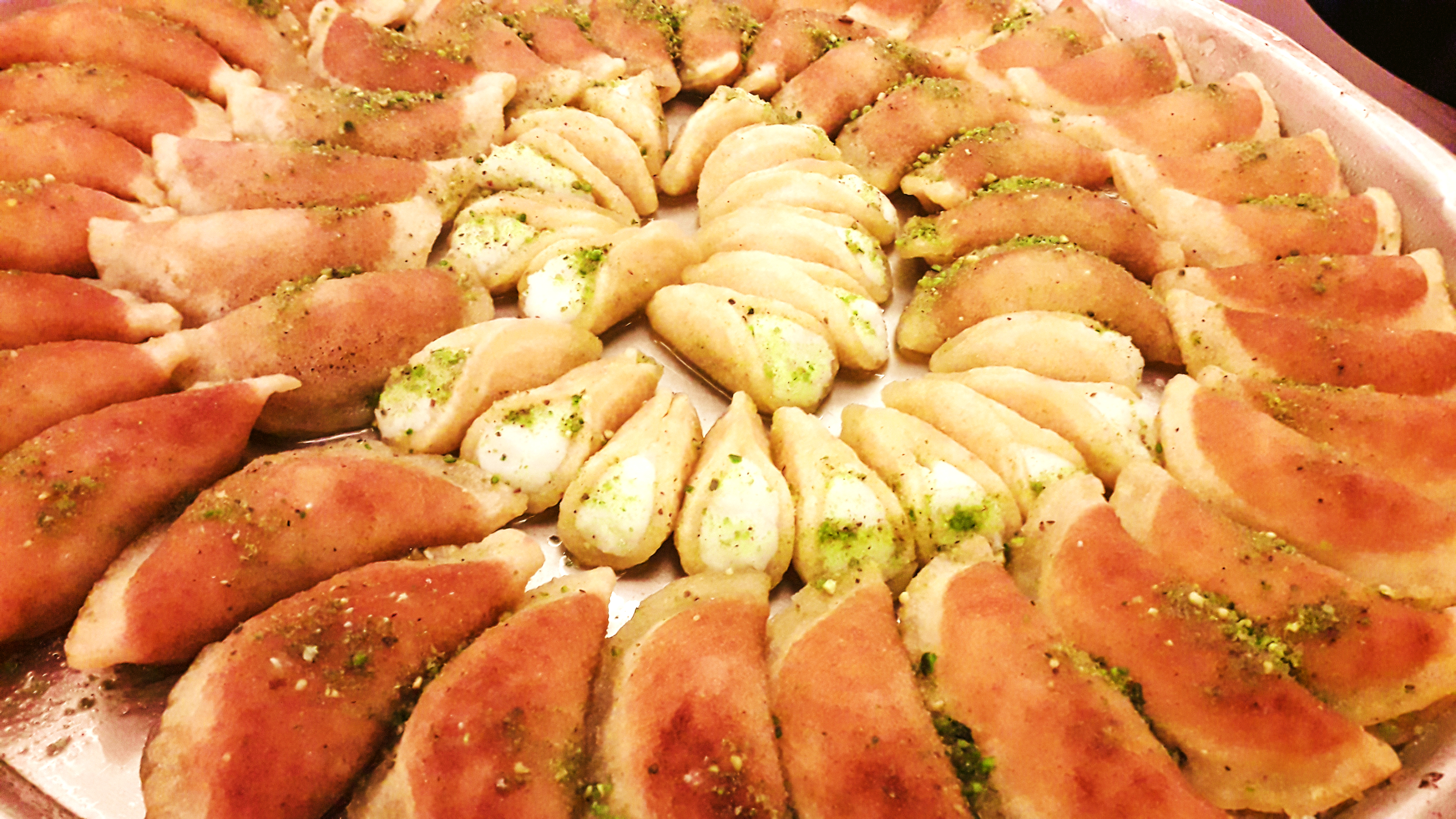
Platte mit Atayef

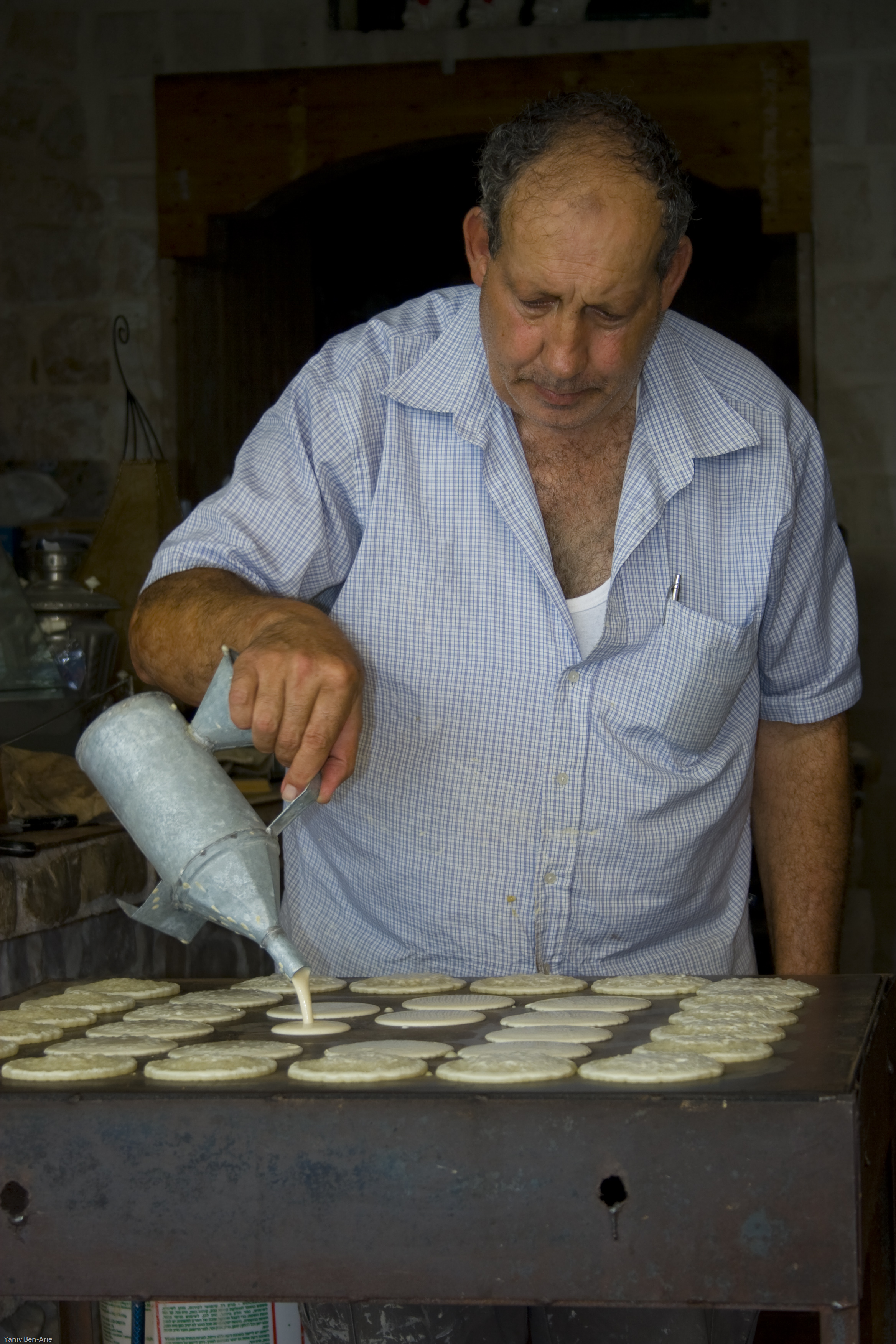
Crêpes werden für Atayef gebacken (Nazareth, Israel)

Atayef (arabisch قطايف, DMG Qaṭāyif, hebräisch קַטַאיֵף) sind eine arabische Süßspeise, die auch in die Jüdische Küche Einzug gefunden haben. Es handelt sich um Crêpes, die einseitig gebacken, mit einer Nuss- oder Frischkäsefüllung versehen, dann zusammengeklappt und frittiert werden, serviert mit Rosenwasser- oder Orangenblüten-Zuckersirup.
Die Speise wurde bereits im zehnten Jahrhundert in einem arabischen Kochbuch von Ibn Sayyar al-Warraq mit dem Titel Kitab al-Ṭabīḫ (arabisch كتاب الطبيخ, Das Buch der Gerichte) aufgeführt.
Traditionell werden diese kalorienreichen Stücke im Ramadan zum Fastenbrechen gegessen. Während des Tages werden die Teigscheiben im Nahem Osten von Bäckereien (oft direkt am Straßenrand) massenweise auf einer heißen Platte gebacken, stapelweise verkauft und erst daheim gefüllt und frittiert.